# Girlicious

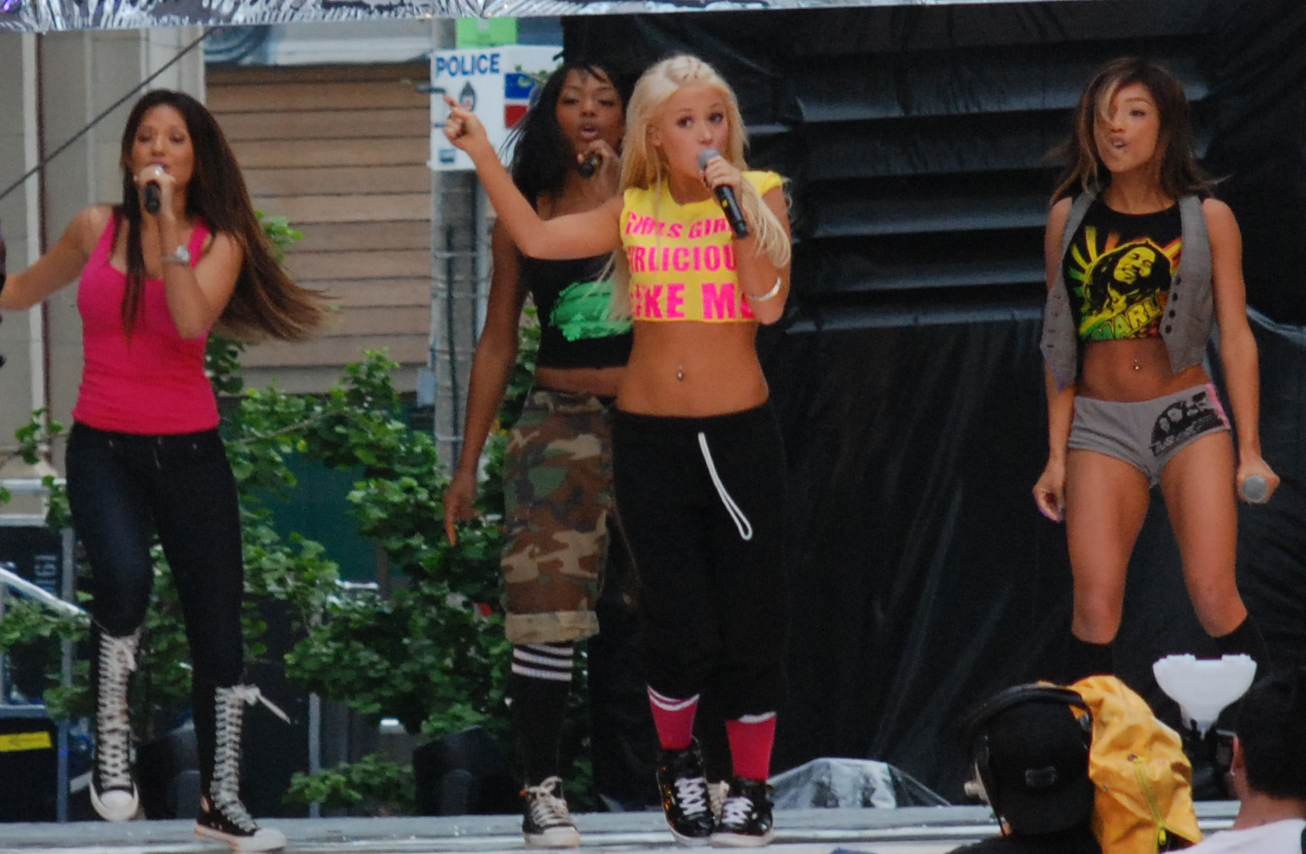
Girlicious

Girlcious byla americká dívčí hudební skupina. Vznikla soutěží pořádanou Robin Antin (choreografkou, která už dříve založila i skupinu Pussycat Dolls) s názvem Pussycat Dolls Presents: Girlicious, ve které Robin sestavila tuto skupinu, která měla být jakýmsi mladším vydáním Pussycat Dolls. Původními členkami jsou Nichole Cordova, Natalie Mejia, Chrystina Sayers, Tiffanie Anderson. Soutěž Girlicious chtěla původně jen tři členky, ale Robin se rozhodla pro čtyři. Tiffanie se ale v roce 2009 rozhodla ze skupiny odejít. 

## Diskografie

### Alba
- 2008: Girlicious
- 2010: Rebuilt

### Singly
- Like Me (2008)
- Stupid Shit (2008)
- Baby Doll (2008)
- Over You (2009)
- Maniac (2010)

### Videografie
- Maniac
- Like Me
- Stupid Shit
- Baby Doll